# Supermarine S.4
Dimensions
Le Supermarine S.4 est un hydravion de course britannique des années 1920, construit par Supermarine pour la Coupe Schneider de 1925. Il s'écrasa et fut détruit avant la compétition.

## Conception et développement
Le Supermarine S.4 fut conçu par R. J. Mitchell pour la Coupe Schneider de 1925. Construit par Supermarine à Woolston, le S.4 était un hydravion monoplan principalement en bois (bien que la construction du fuselage soit mixte bois-métal) couplé à une aile cantilever monoplan et un fuselage monocoque. Le moteur était un Napier Lion VII de 680 ch (507 kW). Hydravion monoplan exceptionnellement "propre" au niveau du dessin, le S.4 marqua un contraste important avec le biplan Supermarine Sea Lion II, hydravions que Mitchell avait conçu pour la précédente Coupe Schneider, remportée en 1922 et arrivé troisième derrière l'hydravion Américain Curtiss CR en 1923.

## Historique opérationnel
Enregistré G-EBLP , le S.4 vola pour la première fois le 24 août 1925 . Le 13 septembre 1925 à Southampton Water, il impressionna le monde de l'hydravion par son record du monde de vitesse (et record de vitesse anglais) à 365,071 km/h.
Avec l'espoir d'une victoire Britannique, le S.4 et deux Gloster III biplans furent expédiés aux États-Unis pour la course de 1925 . Au cours des essais à Bay Shore Park à Baltimore, le 23 octobre 1925, piloté par le H. C. Biard, il dérapa dans l'eau depuis 61 mètres et fut détruit . Biard survécu avec deux côtes cassées et déclara qu'il avait perdu le contrôle à la suite de violentes vibrations dans l'aile . La course fut remportée deux jours plus tard par le Lieutenant James Doolittle, sur un Curtiss R3C à une vitesse moyenne de 374,443 km/h, plus rapide que le S.4 du record du monde un mois avant.
La plupart des sources ont suggéré que l'accident était dû à un flutter (ou couplage aéroélastique).

## Références culturelles

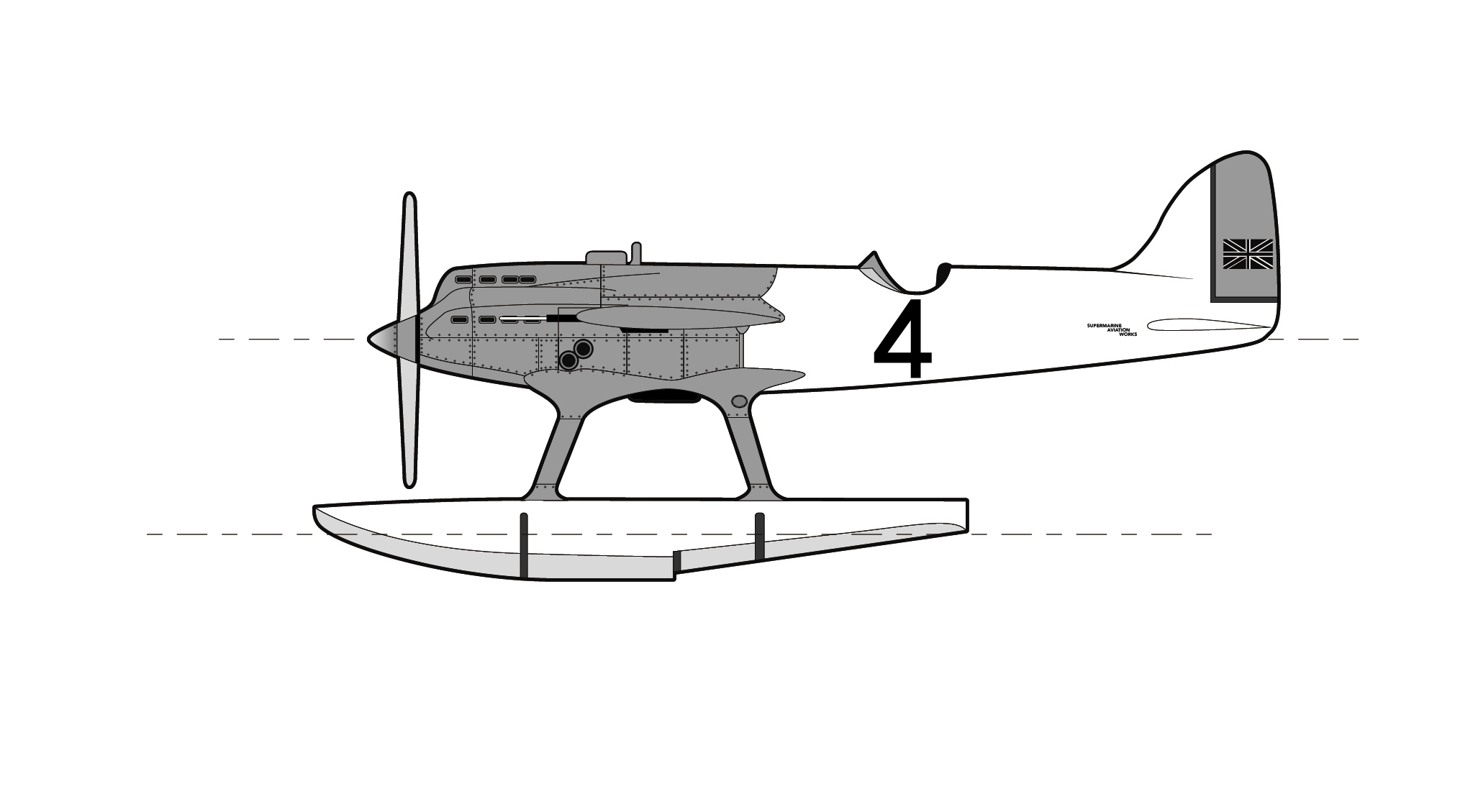
Supermarine S.4